# Селс, Эдвард
Эдвард («Вард») Селс (нидерл. Edward Sels;род. 27 августа 1941, коммуна Ворселар, провинция Антверпен, Бельгия) — бельгийский профессиональный шоссейный велогонщик в 1963—1972 годах. Победитель этапов Гранд-туров Тур де Франс, Джиро д’Италия и Вуэльта Испании. Чемпион Бельгии по шоссейному велоспорту в групповой гонке (1964). Победитель однодневных велогонок: Париж — Брюссель (1965), Гран-при Марселя Кинта (1965), Тур Фландрии (1966), Схал Селс (1966, 1968), Тур Лимбурга (1967), Гран-при кантона Аргау (1967), Схелдепрейс (1968).

## Достижения
1960
7-й Тур Фландрии U23
1962
1-й Тур Фландрии U23
3-й Чемпионат Бельгии — Групповая гонка (любители)
1963
1-й Tour des onze villes
1964
1-й  Чемпион Бельгии — Групповая гонка
Тур де Франс
2-й — Очковая классификация
1-й — Этапы 1, 11, 14 и 19
 Лидер в генеральной классификации после Этапов 1-2
Вуэльта Испании
1-й — Этап 1
 Лидер в генеральной классификации после Этапа 1
1-й — Этап 4 Тур Люксембурга
8-й Париж — Ницца — Генеральная классификация
1-й — Этапы 1 и 11
1-й — Этап 2 Париж – Люксембург
2-й Critérium des As
4-й Тур Фландрии
8-й Милан — Сан-Ремо
8-й Омлоп Хет Ниувсблад
1965
1-й Париж — Брюссель
1-й — Этап 7 Тур де Франс
1-й — Этап 2 Джиро ди Сардиния
1-й — Этап 3 Тур Бельгии
1-й Гран-при Марселя Кинта
2-й Париж — Рубе
2-й Тур Фландрии
3-й Супер Престиж Перно
3-й Париж – Люксембург — Генеральная классификация
1-й — Этап 4
5-й Гент — Вевельгем
1966
1-й Тур Фландрии
1-й Схал Селс
Тур де Франс
3-й — Очковая классификация
1-й — Этапы 6 и 22 Тур де Франс
2-й Tour des onze villes
6-й Эшборн — Франкфурт
9-й Дварс дор Фландерен
1967
1-й Тур Лимбурга
1-й Circuit des frontières
1-й Гран-при кантона Аргау
1-й — Этапы 1, 3, 4 и 7 Вуэльта Андалусии
1-й — Этап 5a Четыре дня Дюнкерка
3-й Гент — Вевельгем
3-й Омлоп Хет Ниувсблад
3-й Гран-при Марселя Кинта
5-й Париж — Рубе
5-й Эшборн — Франкфурт
5-й E3 Харелбеке
8-й Схелдепрейс
10-й Бордо — Париж
1968
1-й Схелдепрейс
1-й Схал Селс
1-й — Этап 4 Джиро д’Италия
1-й — Этап 3a Четыре дня Дюнкерка
3-й Кюрне — Брюссель — Кюрне
3-й Гран-при Сен-Рафаэль
4-й Париж — Рубе
4-й Милан — Сан-Ремо
5-й Эшборн — Франкфурт
5-й Омлоп Хет Ниувсблад
1969
1-й — Этап 6 Вуэльта Испании

## Статистика выступлений

### Гранд-туры
| Гранд-тур                 | 1964 | 1965 | 1966 | 1967 | 1968 | 1969 | 1970 |
| ------------------------- | ---- | ---- | ---- | ---- | ---- | ---- | ---- |
| Джиро д’Италия            | —    | —    | —    | —    | НФ   | —    | —    |
| Тур де Франс              | 33   | НФ   | 38   | —    | НФ   | —    | НФ   |
| (c 2010 ) Вуэльта Испании | НФ   | —    | —    | —    | —    | 54   | —    |

| —  | Не участвовал  |
| НФ | Не финишировал |